# Ausgleichszulage
Die Ausgleichszulage ist eine Leistung der österreichischen Sozialversicherung, die zusätzlich zur errechneten Pension gewährt wird, damit ein Mindesteinkommen erreicht wird. Sie wird umgangssprachlich oft als „Mindestpension“ bezeichnet. Die Ausgleichszulage selbst ist die Differenz zwischen der gebührenden Pension, weiteren anrechenbaren Nettoeinkommen und dem Ausgleichszulagenrichtsatz, der jedes Jahr per Verordnung durch das Sozialministerium angepasst wird (2024: Alleinstehende Pensionsbezieher € 1.217,96, Ehepaare im gemeinsamen Haushalt € 1.921,46). 2025 liegt er für Alleinstehende bei 1.273,99 Euro, für Ehepaare im gemeinsamen Haushalt bei 2.009,85 Euro.
Um eine Ausgleichszulage zu erhalten, muss der gewöhnliche Aufenthaltsort im Inland liegen.
Empfänger von Ausgleichszulage ab 65 Jahren erhalten die Vorteilscard der Österreichischen Bundesbahnen gratis. Mit dieser erhält man nicht nur ÖBB-Tickets zum halben Preis, sondern in einigen Bundesländern, z. B. in der Steiermark, auch vergünstigte Einzelfahrkarten und Tageskarten für den Nahverkehr. In Kärnten gibt es auch eine landesweit gültige vergünstigte Jahreskarte für Empfänger von Ausgleichszulage, das Kärnten Ticket Spezial (Preis 2025 210 Euro). In Klagenfurt erhalten Empfänger von Ausgleichszulage eine Jahreskarte für 50 Euro. Die Stadt Salzburg bietet für Bezieher von Ausgleichszulage ein bundeslandweit gültiges Klimaticket für 50 Euro im Jahr an.
Empfänger von Ausgleichszulage können sich von der Zahlung des ORF-Beitrags und der Rezeptgebühr befreien lassen.
Die Ausgleichszulage entfällt, wenn der Bezieher in einem Kalenderjahr insgesamt länger als 8 Wochen im Ausland ist.
In der Bundesrepublik Deutschland wird eine ähnliche Zielsetzung mit der Grundsicherung im Alter und bei Erwerbsminderung bezweckt, die aber beim örtlichen Sozialhilfeträger zu beantragen ist.